# Åke Skommar
Lars Åke Skommar, född 15 december 1956 i Leksand, är en svensk organist och lärare.

## Biografi
Åke Skommar föddes 1956 i Leksand. Han studerade vid Musikhögskolan i Stockholm och blev sedan orgellärare vid kantorsutbildningen på Geijerskolan. Han har även arbetat som lärare på Musikhögskolan Ingesund. Skommar blev 1996 organist i Arvika östra församling.

## Musikverk
Arrangemang ur Lux aeterna II.
- "Amazing Grace"
- "Hornlåt efter Hilda Horn"
- "Härlig är jorden"
- "Stilla, sköna aftontimma"
- "Värmlandsvisan"

## Diskografi
- 2009 – St Eskilsmässan - Guds Dag. Tillsammans med Boo Egebjer.

### Medverkar på
- 1979 – Musik vid Siljan[5]

- 2009 – Attitude & Orbit Control (Diesel Music)[6]